# Aluminiumnitrat
Aluminiumnitrat ist eine chemische Verbindung, das Aluminiumsalz der Salpetersäure. 

## Darstellung
Die Darstellung von Aluminiumnitrat kann durch Auflösen von Aluminiumhydroxid in Salpetersäure erfolgen.
{\displaystyle \mathrm {Al(OH)_{3}\ +\ 3\ HNO_{3}\longrightarrow \ Al(NO_{3})_{3}\ +3\ H_{2}O} }

## Eigenschaften

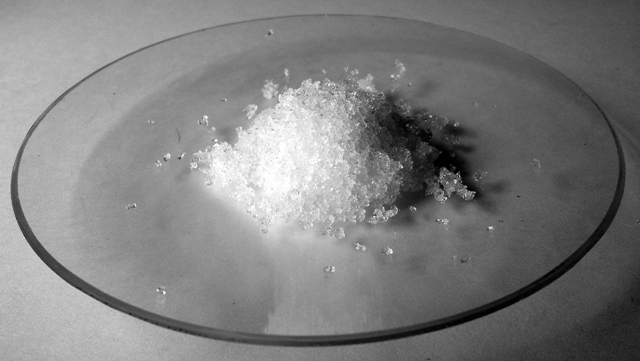
Aluminiumnitrat

Es bildet farblose und zerfließliche rhombische Kristalle. Aluminiumnitrat ist sehr gut in Wasser löslich; die Lösung reagiert sauer. Beim Auskristallisieren aus wässrigen Lösungen bildet sich das Nonahydrat Al(NO3)3·9 H2O. Beim Erhitzen gibt das Hydrat bei 73 °C das Kristallwasser wieder ab. Das Salz zeigt keinen Schmelzpunkt und zersetzt sich ab etwa 150 °C.

## Verwendung
Der Stoff wurde früher zur Glühstrumpf-Herstellung eingesetzt. Bei der Herstellung von Kernbrennstäben dient das Nitrat als Extraktionsmittel für Uran. Weiterhin wird Aluminiumnitrat als Beize in der Färberei und zum Gerben von Leder verwendet.

## Sicherheitshinweise
Aluminiumnitrat wirkt stark reizend auf die Schleimhäute der Augen und die Atemwege. Bei oraler Aufnahme können die aufgenommenen Nitrationen zu Schwindelgefühl, Kopfschmerzen sowie Schmerzen im Bauchbereich, blutigem Erbrechen, Durchfall, Erschlaffung der Gefäßmuskulatur und Verringerung der Herzfrequenz führen. Das Nitrat ist ein starkes Oxidationsmittel und wirkt daher brandfördernd.